# Real Asociación Española de Cronistas Oficiales
La Real Asociación Española de Cronistas Oficiales (RAECO) es una entidad sin ánimo de lucro, con fines culturales, que tiene por objeto agrupar a los cronistas oficiales que desempeñan su cometido en España, tanto a nivel municipal como en otras entidades territoriales.

## Historia
La Asociación se constituye en Ávila el 24 de junio de 1978, como culmen de un proceso iniciado en Madrid dos años atrás. Tomaba así el relevo del extinto Cuerpo General de Cronistas Oficiales de España, fijándose como objetivos la puesta en valor de esta figura y la contribución a la coordinación entre los diferentes cronistas oficiales del país. En la actualidad, sus miembros son cerca de trescientos, procedentes de toda la geografía nacional. Fruto de su labor de difusión y promoción periodística de la cultura son los más de 35 congresos y encuentros nacionales por ella organizados, y la veintena de títulos publicados, entre monografías y recopilaciones de ponencias y artículos.
Desde el 7 de marzo de 2008, ostenta el título de "Real", siendo Su Majestad el Rey Emérito Don Juan Carlos I su Presidente de Honor y Primer Cronista del Reino, y Su Majestad el Rey Don Felipe VI Miembro de Honor de la Asociación.

### Histórico de presidentes
- 1978-1987: José Valverde Madrid (Córdoba y Fernán Núñez)
- 1987-1992: José María Codón (Burgos)
- 1992-2000: Jerónimo Jiménez Martínez (Logroño)
- 2000-2012: Joaquín Criado Costa (San Sebastián de los Ballesteros y Villanueva de Córdoba)
- 2012-2021: Antonio Luis Galiano Pérez (Orihuela)
- 2021-2025: Juan Antonio Alonso Resalt (Leganés)

## Junta Rectora
La Junta Rectora es el órgano ejecutivo de administración y representación de la RAECO. Sus miembros son elegidos democráticamente cada cuatro años. Actualmente está formada por los siguientes cronistas oficiales:
- Presidente: Juan Antonio Alonso Resalt (Leganés)
- Vicepresidente: Santos Benítez Floriano (Cáceres)
- Secretario General: Antonio Berná Jover (Monforte del Cid)
- Tesorero: Ángel Ríos Martínez (Blanca)
- Vocales:
  - María Josefa Sanz Fuentes (Avilés)
  - Miguel Romero Saiz (Cuenca)
  - José Manuel López Gómez (Fuentecen)
  - José Luis Chicharro Chamorro (Baeza)

## Congresos
- 2017: LEON, del 6 al 8 de octubre – XLIII Congreso Nacional y I Hispano-Mexicano
- 2016: BURGOS, del 23 al 25 de septiembre – XLII Congreso Nacional
- 2015: JAEN, del 2 al 4 de octubre – XLI Congreso Nacional
- 2014: OVIEDO, del 26 al 28 de septiembre – XL Congreso Nacional
- 2013: CÁCERES, del 25 al 27 de octubre – XXXIX Congreso Nacional
- 2012: ORIHUELA, del 19 al 21 de octubre – XXXVIII Congreso Nacional
- 2011: VALENCIA, del 14 al 16 de octubre – XXXVII Congreso Nacional
- 2010: CANARIAS, del 7 al 9 de octubre – XXXVI Congreso Nacional
- 2009: CAZORLA, del 16 al 18 de octubre – XXXV Congreso Nacional
- 2008: TERUEL, del 24 al 26 de octubre – XXXIV Congreso Nacional
- 2007: TOLEDO, del 19 al 21 de octubre – XXXIII Congreso Nacional
- 2006: SUR DE LA COMUNIDAD DE MADRID, del 19 al 22 de octubre – XXXII Congreso Nacional
- 2005: CÓRDOBA, del 13 al 16 de octubre – XXXI Congreso Nacional
- 2004: TORREVIEJA, del 14 al 17 de octubre – XXX Congreso Nacional
- 2003: ÁVILA, del 2 al 5 de octubre – XXIX Congreso Nacional
- 2002: ALTEA, del 24 al 27 de octubre – XXVIII Congreso Nacional.
- 2001: MURCIA, del 11 al 14 de octubre – XXVII Congreso Nacional
- 2000: BADAJOZ, del 17 al 19 de noviembre – XXVI Congreso Nacional
- 1999: MADRID, del 19 al 21 de noviembre – XXV Congreso Nacional
- 1998: CALATAYUD, del 23 al 25 de octubre – XXIV Congreso Nacional
- 1997: ZAMORA, del 16 al 19 de octubre – XXIII Congreso Nacional
- 1996: CÁCERES, del 17 al 20 de octubre – XXII Congreso Internacional Hispano-Portugués
- 1995: CIUDAD REAL, del 11 al 14 de octubre – XXI Congreso Nacional
- 1994: CÓRDOBA, del 22 al 24 de abril – XX Congreso Nacional
- 1993: SEGOVIA, del 9 al 11 de octubre – XIX Congreso Nacional
- 1991: ÁVILA, del 3 al 5 de octubre de 1991 – XVIII Congreso Nacional
- 1990: CÓRDOBA, del 18 al 20 de octubre – XVII Congreso Nacional
- 1989: CIUDAD REAL, del 11 al 14 de octubre – XVI Congreso Nacional
- 1988: CEUTA del 8 al 12 de octubre – XV Congreso Nacional
- 1987: BETANZOS, del 9 al 12 de octubre – XIV Congreso Nacional
- 1986: VALENCIA, del 9 al 12 de octubre – XIII Congreso Nacional
- 1985: MADRID, del 24 al 26 de octubre – XII Congreso Nacional
- 1984: BARCELONA, del 18 al 21 de octubre – XI Congreso Nacional
- 1983: LOGROÑO, del 20 al 23 de octubre – X Congreso Nacional
- 1982: CÁCERES, del 26 al 29 de octubre – IX Congreso Nacional
- 1981: SORIA, 9 al 12 de octubre – VIII Congreso Nacional
- 1980: CHILE, del 1 al 12 de diciembre – VII Congreso Nacional e Iberoamericano
- 1980: BURGOS, del 24 al 26 de octubre – VI Congreso Nacional
- 1979: JAÉN, del 8 al 10 de noviembre – V Congreso Nacional
- 1978: MELILLA, del 16 al 18 de noviembre – IV Congreso Nacional
- 1978: ÁVILA, 24 de junio – III Reunión Nacional (Asamblea Constituyente)
- 1977: CEUTA, del 17 al 19 de noviembre. – II Reunión Nacional (Pre-Constituyente)
- 1976: MADRID, del 9 al 11 de diciembre – I Reunión Nacional (Pre-Constituyente)